# Tarabas (Band)
Tarabas ist eine Melodic-Death-Metal-Band aus Magdeburg.

## Geschichte
Gegründet wurde die Band 2004 von Alexander „Kutte“ May (E-Gitarre, Gesang) und Steve Kuhnert (E-Bass). Später stießen Karl Ludwig „Ludo“ Stephan (E-Gitarre, Growls) und Cassian Heim (Schlagzeug, Begleitgesang) dazu.
Im September 2006 wurde das erste Album Aus alter Zeit produziert, welches im Mai 2007 unter dem Label Trollzorn Records erschien.
Nachdem sich die Band Anfang 2009 von Bassist Steve Kuhnert getrennt hatte, wurde Marcel „Azalon“ Kramer (E-Bass, Gesang) sein Nachfolger. In dieser Formation produzierten TARABAS im September 2009 das zweite Album Das Neue Land.
Auf die Veröffentlichung folgten zahlreiche deutschlandweite Konzerte und Festivals an der Seite unterschiedlichster Bands aus dem gesamten Spektrum des Metal.
2012 verließ Karl Ludwig „Ludo“ Stephan aus persönlichen Gründen die Band und manövrierte Tarabas durch das daraus resultierende Besetzungsdefizit indirekt in eine kreative Zwangspause. Diese dauerte 11 Jahre an, bis 2023 mit Florian König endlich ein würdiger Nachfolger gefunden war.
Mit der Veröffentlichung ihrer jüngsten EP Ära (Trollzorn Records) läuten Tarabas im Jahr 2024 eine neue Periode der Bandgeschichte ein.

## Diskografie

### Demos
- 2005: Live in Buckau

### Alben
- 2007: Aus alter Zeit (Trollzorn Records)
- 2010: Das neue Land (Trollzorn Records)
- 2024: Ära (EP) (Trollzorn Records)

### DVDs
- 2008: Hard as Iron 5 (Split-DVD mit Gernotshagen, Kromlek, Elexorien und Pestis) (Trollzorn)